# Demba Ba
Demba Ba (Sèvres, 25 maggio 1985) è un ex calciatore senegalese nato in Francia, di ruolo attaccante, co-proprietario dell'Albion San Diego.

## Biografia
Nato a Sèvres, sobborgo della capitale di Parigi, è in possesso del passaporto senegalese.

## Caratteristiche tecniche
È un attaccante forte fisicamente, rapido nei movimenti e abile nel gioco aereo. In grado di fare reparto da solo e di dare profondità alla manovra. Nel suo repertorio rientrano un'ottima tecnica individuale, senso della posizione, la rovesciata e la capacità di segnare spalle alla porta.
Ricopre il ruolo di centravanti, anche se all'occorrenza svaria lungo il fronte, allargandosi sull'esterno.

## Carriera

### Club

#### Inizi
Muove i suoi primi passi all'età di 14 anni, nel Port Autonome. A quest'esperienza seguono quelle al Frileuse e al Montrouge. Dopo aver effettuato due provini - entrambi con esito negativo - con Lione e Auxerre, si sposta in Inghilterra, dove effettua un periodo di prova al Watford. Ad un passo dalla firma sul suo primo contratto da professionista, il nuovo allenatore - subentrato al precedente - decide di non puntare su di lui, scartando il giovane.
Prima di lasciare l'Inghilterra passa un altro periodo in prova al Barnsley, a cui seguono altri due provini con Swansea e Gillingham, che daranno entrambi esito negativo. Tornato in Francia, nel 2005 approda al Rouen - militante in quarta serie francese - sottoscrivendo un contratto annuale.
L'anno successivo viene acquistato dall'R.E. Mouscron. A causa di una frattura che interessa tibia e perone scende in campo in poche occasioni. Al suo rientro in campo segna 7 reti in altrettanti incontri.

#### Hoffenheim e il prestito al West Ham

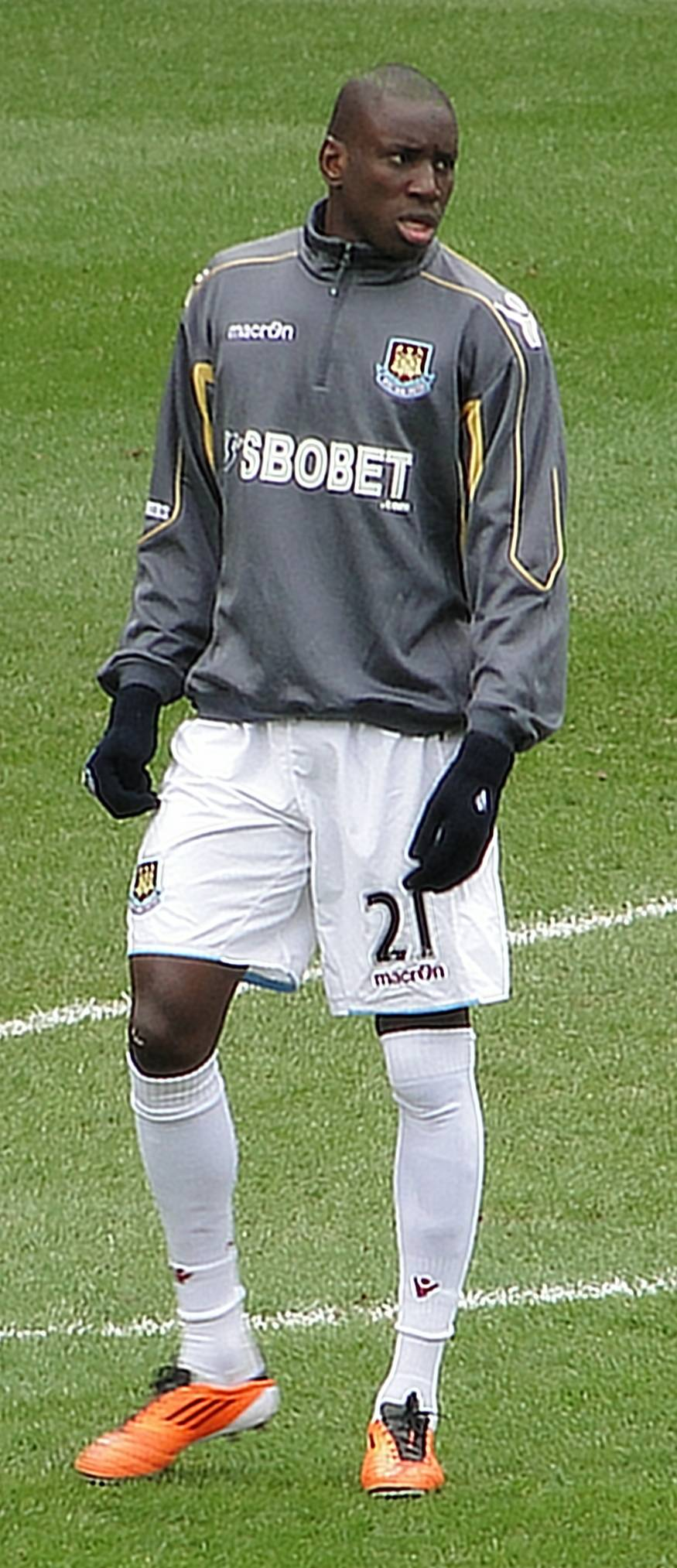
Demba Ba con la maglia del West Ham nel 2011.

Il 29 agosto 2007 viene acquistato dall'Hoffenheim. Al termine della stagione la squadra viene promossa in Bundesliga. Esordisce in Bundesliga il 16 agosto 2008 - andando in rete - contro l'Energie Cottbus. Il 21 febbraio 2009, segna una tripletta ai danni dello Stoccarda. Termina l'annata con 35 presenze e 14 reti.
Il 16 dicembre 2009 rinnova il proprio contratto fino al 2013.
Il 24 gennaio 2011 passa in prestito fino a fine stagione al West Ham. Il 28 gennaio però il trasferimento si tramuta in un acquisto a titolo definitivo per 3 milioni. La sua esperienza con la maglia del West Ham parte alla grande perché realizza 4 gol nelle prime 4 partite di Premier League.
Il 27 febbraio successivo, segna un'importante rete contro il Liverpool partita che terminerà con la vittoria da parte del West Ham per 3-1. Termina la stagione con 7 reti, che non bastano ai londinesi per raggiungere la salvezza.

#### Newcastle
Il 17 giugno 2011 viene prelevato a parametro zero dal Newcastle, con cui sottoscrive un contratto dalla durata triennale. Esordisce con i Magpies il 13 agosto in Newcastle-Arsenal (0-0), venendo sostituito a inizio ripresa da Gabriel Obertan.
Mette a segno le sue prime reti con i Magpies il 24 settembre contro il Blackburn, incontro - vinto per 3-1 - in cui mette a segno una tripletta. Termina l'annata segnando 16 reti - tra cui un'altra tripletta ai danni dello Stoke City - in 34 presenze. Nel corso della stagione si è reso autore di ottime prestazioni.
Il 18 settembre 2012 segna la rete numero 1000 in Premier League nella storia del Newcastle.

#### Il passaggio al Chelsea

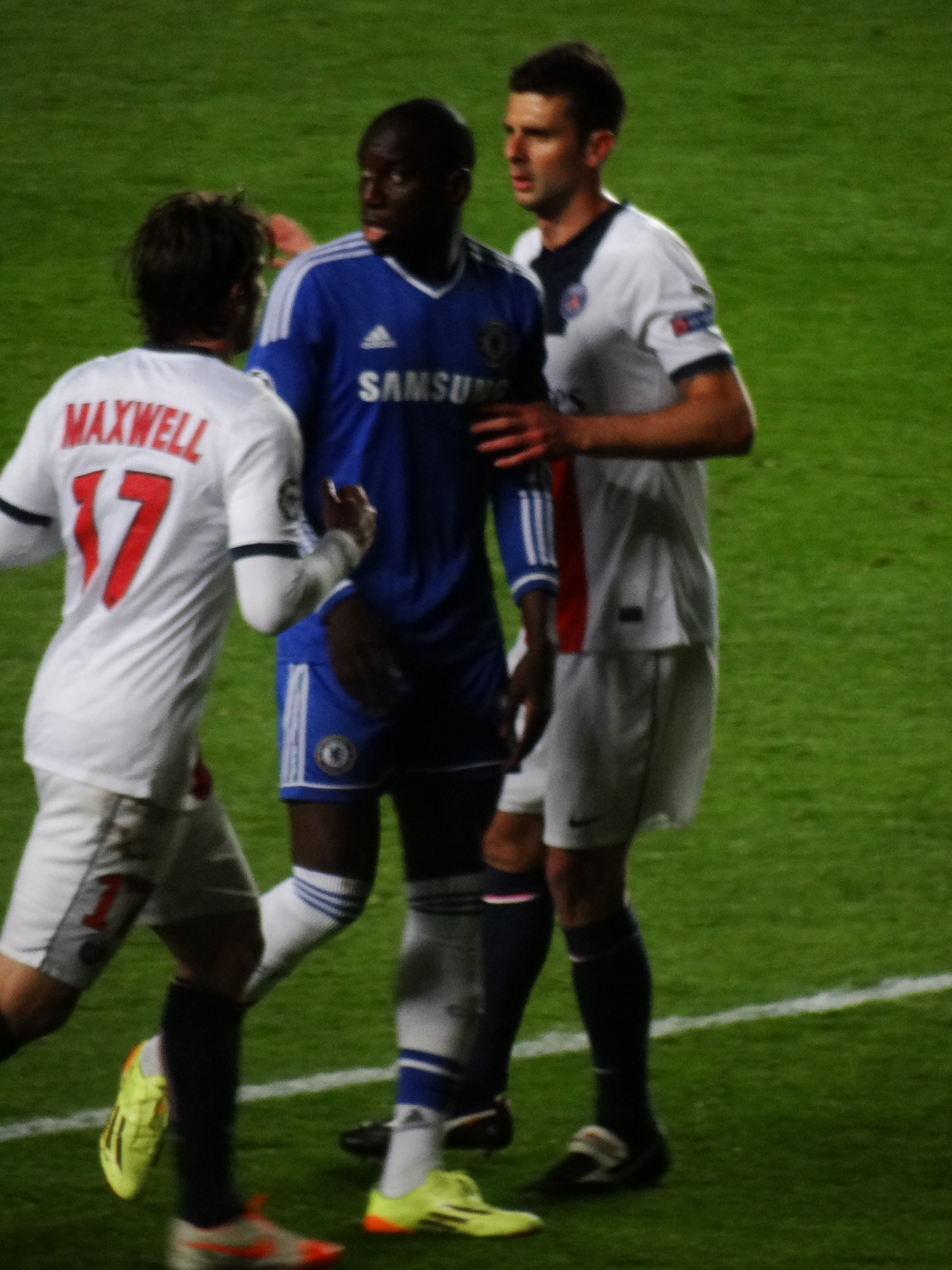
Demba Ba con la maglia del Chelsea, nella partita di Champions League, contro il PSG nell'aprile 2014.

Il 4 gennaio 2013 il Chelsea libera il giocatore pagandone la clausola rescissoria, effettuando un esborso pari a 7 milioni di sterline. Il giocatore - primo senegalese a vestire la maglia dei londinesi - si lega alla società per mezzo di un contratto di tre anni e mezzo. Sceglie la maglia numero 29.
Esordisce con i Blues il giorno seguente in Southampton-Chelsea (1-5) - incontro valevole per il terzo turno di FA Cup - siglando una doppietta. A causa della scarsa vena realizzativa di Fernando Torres viene scelto dal tecnico Rafael Benítez come prima scelta in attacco. Il 1º aprile segna una splendida rete in acrobazia contro il Manchester United, decisiva ai fini del passaggio alle semifinali di FA Cup.
Chiuso in attacco - in quanto il tecnico José Mourinho gli preferisce Torres e Samuel Eto'o - la stagione successiva non riesce a trovare spazio. Il 18 settembre 2013 esordisce in UEFA Champions League, subentrando al 31' della ripresa al posto di Lampard nel corso dell'incontro perso 1-2 contro il Basilea. Mette a segno la sua prima rete nella massima competizione europea il 6 novembre contro lo Schalke 04 (vittoria per 3-0).
L'8 aprile 2014 una sua rete contro il Paris Saint-Germain risulta decisiva ai fini della qualificazione dei Blues alle semifinali di Champions League. Il 27 aprile segna un'altra rete decisiva - nello scontro diretto per il titolo - contro il Liverpool.
Termina l'annata disputando 29 presenze, segnando 8 reti.

#### Beşiktaş e Shanghai Shenhua

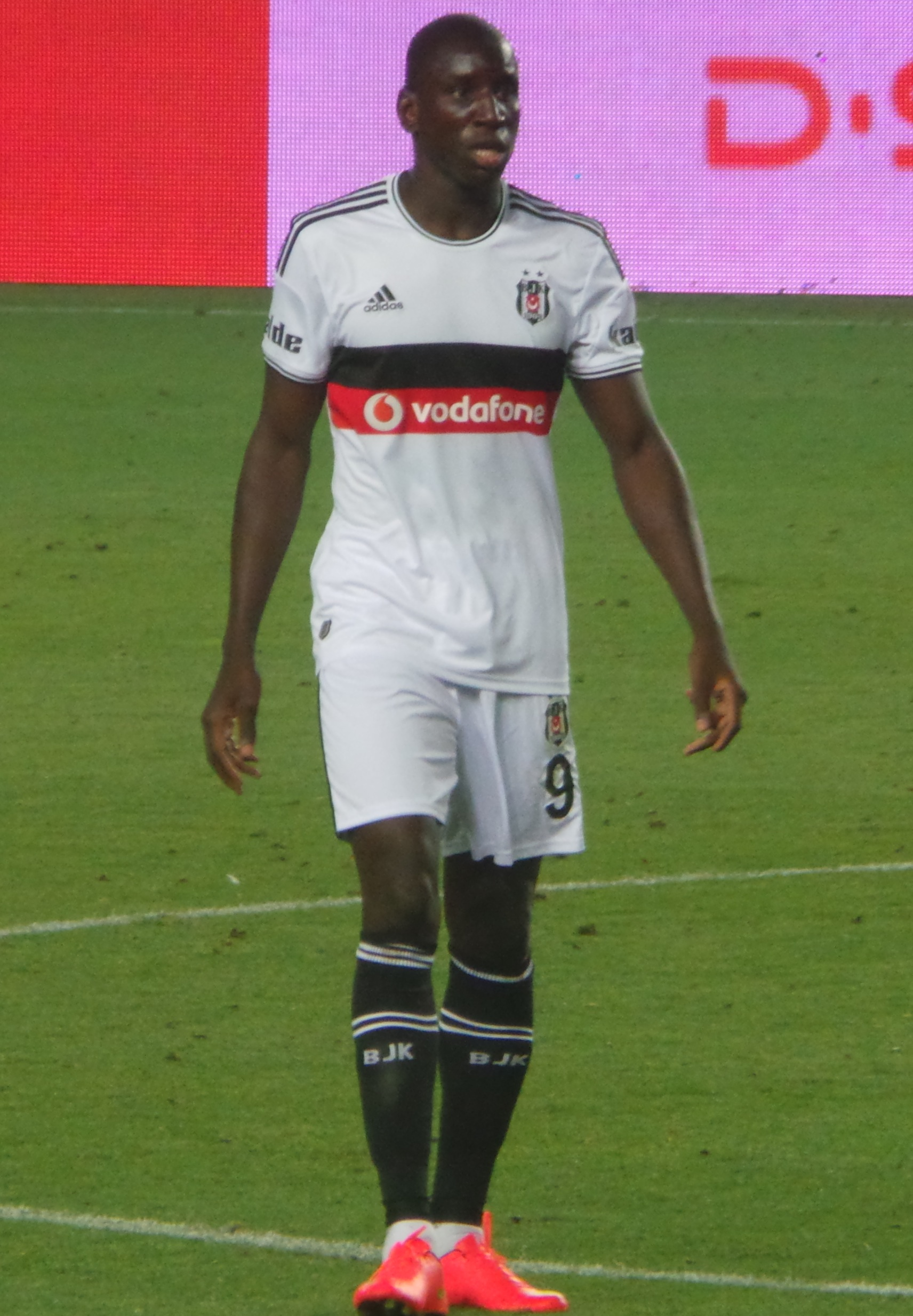
Demba Ba con la maglia del Beşiktaş nel 2014.

Il 16 luglio 2014 viene acquistato dal Beşiktaş, sottoscrivendo un contratto di due anni. L'esborso effettuato dalla società turca è stato di 6 milioni di euro. Il giocatore percepirà uno stipendio di 2 milioni e mezzo a stagione.
Esordisce con le Aquile Nere il 30 luglio nell'incontro disputato contro il Feyenoord - valido per i preliminari di UEFA Champions League vinto 2-1, subentrando al 59' al posto di Oğuzhan Özyakup. Segna le sue prime reti con la nuova maglia la settimana successiva nella partita di ritorno (vittoria per 3-1), realizzando una tripletta.
Il 19 agosto subito dopo il fischio d'inizio di Beşiktaş-Arsenal (0-0), tenta un tiro da metà campo che si infrange sulla traversa. I turchi verranno poi eliminati dalla massima competizione europea nella partita di ritorno.
Dopo una sola stagione in Turchia, il 27 giugno 2015 si trasferisce per 13 milioni di euro allo Shanghai Shenhua, con cui firma un contratto da 7 milioni a stagione per tre anni. Il 17 luglio 2016 subisce un gravissimo infortunio alla gamba sinistra fratturandosi la tibia.
Dopo 36 presenze e 29 gol in Cina, il 31 gennaio 2017 fa ritorno al Besiktas in prestito.

#### Il ritorno in Turchia all'Istanbul B.B.
Il 22 gennaio 2019 viene ingaggiato dall'İstanbul Başakşehir. Con la squadra della capitale turca, il 13 luglio 2020 vince il campionato turco. Il 23 aprile 2021 risolve il suo contratto, chiudendo la sua esperienza con la squadra di Istanbul con un totale di 83 presenze e 26 reti in tutte le competizioni.

#### Lugano
Il 18 giugno 2021 viene annunciato il suo approdo al Lugano, con cui trova un accordo annuale fino al 30 giugno 2022.
Dopo poco meno di 2 mesi dal suo arrivo in Svizzera, il 16 agosto 2021 decide di lasciare la squadra collezionando solamente 3 presenze in Super League.

### Nazionale
Nel giugno del 2007, Ba fa il suo esordio nella partita contro la Tanzania e durante la partita sigla anche il suo primo gol internazionale. Il 26 marzo 2011 realizza il terzo gol con la maglia della nazionale, nei minuti di recupero, nell'importantissima partita valida per le qualificazioni alla Coppa Africa 2012 contro il Camerun (1-0).

## Statistiche

### Presenze e reti nei club
Statistiche aggiornate all'8 agosto 2021.
| Stagione                   | Squadra                    | Campionato                 | Campionato | Campionato | Coppe nazionali | Coppe nazionali | Coppe nazionali | Coppe continentali | Coppe continentali | Coppe continentali | Altre coppe | Altre coppe | Altre coppe | Totale | Totale |
| Stagione                   | Squadra                    | Comp                       | Pres       | Reti       | Comp            | Pres            | Reti            | Comp               | Pres               | Reti               | Comp        | Pres        | Reti        | Pres   | Reti   |
| -------------------------- | -------------------------- | -------------------------- | ---------- | ---------- | --------------- | --------------- | --------------- | ------------------ | ------------------ | ------------------ | ----------- | ----------- | ----------- | ------ | ------ |
| 2005-2006                  | Rouen                      | D4                         | 26         | 22         | -               | -               | -               | -                  | -                  | -                  | -           | -           | -           | 26     | 22     |
| 2006-2007                  | Mouscron                   | D1                         | 10         | 8          | CB              | 0               | 0               | -                  | -                  | -                  | -           | -           | -           | 10     | 8      |
| ago. 2007                  | Mouscron                   | D1                         | 2          | 0          | CB              | 0               | 0               | -                  | -                  | -                  | -           | -           | -           | 2      | 0      |
| Totale Mouscron            | Totale Mouscron            | Totale Mouscron            | 12         | 8          |                 | 0               | 0               |                    | -                  | -                  |             | -           | -           | 12     | 8      |
| 2007-2008                  | Hoffenheim                 | ZL                         | 30         | 12         | CG              | 3               | 0               | -                  | -                  | -                  | -           | -           | -           | 33     | 12     |
| 2008-2009                  | Hoffenheim                 | BL                         | 33         | 14         | CG              | 2               | 0               | -                  | -                  | -                  | -           | -           | -           | 35     | 14     |
| 2009-2010                  | Hoffenheim                 | BL                         | 17         | 5          | CG              | 1               | 0               | -                  | -                  | -                  | -           | -           | -           | 18     | 5      |
| 2010-gen. 2011             | Hoffenheim                 | BL                         | 17         | 6          | CG              | 3               | 3               | -                  | -                  | -                  | -           | -           | -           | 20     | 9      |
| Totale Hoffenheim          | Totale Hoffenheim          | Totale Hoffenheim          | 97         | 37         |                 | 9               | 3               |                    | -                  | -                  |             | -           | -           | 106    | 40     |
| gen.-giu. 2011             | West Ham                   | PL                         | 12         | 7          | FACup+CdL       | 1+0             | 0               | -                  | -                  | -                  | -           | -           | -           | 13     | 7      |
| 2011-2012                  | Newcastle                  | PL                         | 34         | 16         | FACup+CdL       | 0+2             | 0               | -                  | -                  | -                  | -           | -           | -           | 36     | 16     |
| 2012-gen. 2013             | Newcastle                  | PL                         | 20         | 13         | FACup+CdL       | 0               | 0               | UEL                | 2                  | 0                  | -           | -           | -           | 22     | 13     |
| Totale Newcastle           | Totale Newcastle           | Totale Newcastle           | 54         | 29         |                 | 2               | 0               |                    | 2                  | 0                  |             | -           | -           | 58     | 29     |
| gen.-giu. 2013             | Chelsea                    | PL                         | 14         | 2          | FACup+CdL       | 6+2             | 4+0             | UEL                | 0                  | 0                  | -           | -           | -           | 22     | 6      |
| 2013-2014                  | Chelsea                    | PL                         | 19         | 5          | FACup+CdL       | 1+3             | 0               | UCL                | 6                  | 3                  | SU          | 0           | 0           | 29     | 8      |
| Totale Chelsea             | Totale Chelsea             | Totale Chelsea             | 33         | 7          |                 | 12              | 4               |                    | 6                  | 3                  |             | 0           | 0           | 51     | 14     |
| 2014-2015                  | Beşiktaş                   | SL                         | 29         | 18         | TK              | 3               | 1               | UCL+UEL            | 4+8                | 3+5                | -           | -           | -           | 44     | 27     |
| 2015-2016                  | Shanghai Shenhua           | CSL                        | 11         | 6          | CC              | 5               | 6               | -                  | -                  | -                  | -           | -           | -           | 16     | 12     |
| 2016-gen. 2017             | Shanghai Shenhua           | CSL                        | 18         | 14         | CC              | 3               | 3               | -                  | -                  | -                  | -           | -           | -           | 21     | 17     |
| gen.-giu. 2017             | Beşiktaş                   | SL                         | 2          | 1          | TK              | 0               | 0               | UEL                | 0                  | 0                  | -           | -           | -           | 2      | 1      |
| Totale Beşiktaş            | Totale Beşiktaş            | Totale Beşiktaş            | 31         | 19         |                 | 3               | 1               |                    | 12                 | 8                  |             | -           | -           | 46     | 28     |
| 2017-gen. 2018             | Shanghai Shenhua           | CSL                        | 0          | 0          | CC              | 0               | 0               | -                  | -                  | -                  | -           | -           | -           | 0      | 0      |
| gen.-giu. 2018             | Göztepe                    | SL                         | 13         | 7          | TK              | 0               | 0               | -                  | -                  | -                  | -           | -           | -           | 13     | 7      |
| 2018-gen. 2019             | Shanghai Shenhua           | CSL                        | 17         | 5          | CC              | 0               | 0               | ACL                | 0                  | 0                  | SC          | -           | -           | 17     | 5      |
| Totale Shanghai Shenhua    | Totale Shanghai Shenhua    | Totale Shanghai Shenhua    | 46         | 25         |                 | 8               | 9               |                    | 0                  | 0                  |             | 0           | 0           | 54     | 34     |
| gen.-giu. 2019             | İstanbul Başakşehir        | SL                         | 5          | 2          | TK              | 0               | 0               | -                  | -                  | -                  | -           | -           | -           | 5      | 2      |
| 2019-2020                  | İstanbul Başakşehir        | SL                         | 28         | 13         | TK              | 4               | 2               | UCL+UEL            | 2+7                | 0                  | -           | -           | -           | 41     | 15     |
| 2020-2021                  | İstanbul Başakşehir        | SL                         | 26         | 5          | TK              | 4               | 2               | UCL                | 6                  | 1                  | ST          | 1           | 1           | 37     | 9      |
| Totale İstanbul Başakşehir | Totale İstanbul Başakşehir | Totale İstanbul Başakşehir | 59         | 20         |                 | 8               | 4               |                    | 15                 | 1                  |             | 1           | 1           | 83     | 26     |
| 2021-2022                  | Lugano                     | SL                         | 3          | 0          | CS              | 0               | 0               | -                  | -                  | -                  | -           | -           | -           | 3      | 0      |
| Totale carriera            | Totale carriera            | Totale carriera            | 386        | 181        |                 | 43              | 21              |                    | 35                 | 12                 |             | 1           | 1           | 465    | 215    |

### Presenze e reti in nazionale
| Cronologia completa delle presenze e delle reti in nazionale ― Senegal | Cronologia completa delle presenze e delle reti in nazionale ― Senegal | Cronologia completa delle presenze e delle reti in nazionale ― Senegal | Cronologia completa delle presenze e delle reti in nazionale ― Senegal | Cronologia completa delle presenze e delle reti in nazionale ― Senegal | Cronologia completa delle presenze e delle reti in nazionale ― Senegal | Cronologia completa delle presenze e delle reti in nazionale ― Senegal | Cronologia completa delle presenze e delle reti in nazionale ― Senegal |
| Data                                                                   | Città                                                                  | In casa                                                                | Risultato                                                              | Ospiti                                                                 | Competizione                                                           | Reti                                                                   | Note                                                                   |
| ---------------------------------------------------------------------- | ---------------------------------------------------------------------- | ---------------------------------------------------------------------- | ---------------------------------------------------------------------- | ---------------------------------------------------------------------- | ---------------------------------------------------------------------- | ---------------------------------------------------------------------- | ---------------------------------------------------------------------- |
| 2-6-2007                                                               | Dodoma                                                                 | Tanzania                                                               | 1 – 1                                                                  | Senegal                                                                | Qual. Coppa d'Africa 2008                                              | 1                                                                      |                                                                        |
| 10-6-2007                                                              | Blantyre                                                               | Malawi                                                                 | 2 – 3                                                                  | Senegal                                                                | Amichevole                                                             | -                                                                      |                                                                        |
| 21-8-2007                                                              | Londra                                                                 | Ghana                                                                  | 1 – 1                                                                  | Senegal                                                                | Amichevole                                                             | -                                                                      |                                                                        |
| 17-11-2007                                                             | Évry                                                                   | Senegal                                                                | 3 – 2                                                                  | Mali                                                                   | Amichevole                                                             | -                                                                      |                                                                        |
| 21-11-2007                                                             | Créteil                                                                | Marocco                                                                | 3 – 0                                                                  | Senegal                                                                | Amichevole                                                             | -                                                                      |                                                                        |
| 5-9-2009                                                               | Cabinda                                                                | Angola                                                                 | 1 – 1                                                                  | Senegal                                                                | Amichevole                                                             | -                                                                      |                                                                        |
| 14-10-2009                                                             | Seul                                                                   | Corea del Sud                                                          | 2 – 0                                                                  | Senegal                                                                | Amichevole                                                             | -                                                                      |                                                                        |
| 3-3-2010                                                               | Atene                                                                  | Grecia                                                                 | 0 – 2                                                                  | Senegal                                                                | Amichevole                                                             | -                                                                      | 68’                                                                    |
| 9-10-2010                                                              | Dakar                                                                  | Senegal                                                                | 7 – 0                                                                  | Mauritius                                                              | Qual. Coppa d'Africa 2012                                              | 1                                                                      |                                                                        |
| 26-3-2011                                                              | Dakar                                                                  | Senegal                                                                | 1 – 0                                                                  | Camerun                                                                | Qual. Coppa d'Africa 2012                                              | 1                                                                      |                                                                        |
| 11-11-2011                                                             | Mantes-la-Ville                                                        | Senegal                                                                | 4 – 1                                                                  | Guinea                                                                 | Amichevole                                                             | -                                                                      |                                                                        |
| 12-1-2012                                                              | Dakar                                                                  | Senegal                                                                | 1 – 0                                                                  | Sudan                                                                  | Amichevole                                                             | 1                                                                      |                                                                        |
| 21-1-2012                                                              | Bata                                                                   | Senegal                                                                | 1 – 2                                                                  | Zambia                                                                 | Coppa d'Africa 2012 - 1º turno                                         | -                                                                      |                                                                        |
| 25-1-2012                                                              | Bata                                                                   | Guinea Equatoriale                                                     | 2 – 1                                                                  | Senegal                                                                | Coppa d'Africa 2012 - 1º turno                                         | -                                                                      |                                                                        |
| 29-1-2012                                                              | Bata                                                                   | Libia                                                                  | 2 – 1                                                                  | Senegal                                                                | Coppa d'Africa 2012 - 1º turno                                         | -                                                                      |                                                                        |
| 13-10-2012                                                             | Dakar                                                                  | Senegal                                                                | 0 – 2                                                                  | Costa d'Avorio                                                         | Qual. Coppa d'Africa 2013                                              | -                                                                      |                                                                        |
| 23-3-2013                                                              | Conakry                                                                | Senegal                                                                | 1 – 1                                                                  | Angola                                                                 | Qual. Mondiali 2014                                                    | -                                                                      |                                                                        |
| 5-3-2014                                                               | Saint-Leu-la-Forêt                                                     | Senegal                                                                | 1 – 1                                                                  | Mali                                                                   | Amichevole                                                             | -                                                                      |                                                                        |
| 21-5-2014                                                              | Ouagadougou                                                            | Burkina Faso                                                           | 1 – 1                                                                  | Senegal                                                                | Amichevole                                                             | -                                                                      |                                                                        |
| 25-5-2014                                                              | Ginevra                                                                | Senegal                                                                | 3 – 1                                                                  | Kosovo                                                                 | Amichevole                                                             | -                                                                      |                                                                        |
| 15-10-2014                                                             | Monastir                                                               | Tunisia                                                                | 1 – 0                                                                  | Senegal                                                                | Qual. Coppa d'Africa 2015                                              | -                                                                      |                                                                        |
| 28-3-2015                                                              | Le Havre                                                               | Senegal                                                                | 2 – 1                                                                  | Ghana                                                                  | Amichevole                                                             | -                                                                      | 60’                                                                    |
| Totale                                                                 |                                                                        | Presenze                                                               | 22                                                                     |                                                                        | Reti                                                                   | 4                                                                      |                                                                        |

## Palmarès

### Club

#### Competizioni nazionali
- Campionato tedesco di seconda divisione: 1

Hoffenheim: 2007-2008
- Campionato turco: 2

Beşiktaş: 2016-2017
İstanbul Başakşehir: 2019-2020

### Individuale
- FA Premier League Player of the Month: 1

2011-2012 - Dicembre